# Mouterre-Silly
Pour les articles homonymes, voir Mouterre et Silly.
Mouterre-Silly est une commune du Centre-Ouest de la France, située dans le département de la Vienne en région Nouvelle-Aquitaine.

## Géographie

### Climat
Pour des articles plus généraux, voir Climat de la Nouvelle-Aquitaine et Climat de la Vienne.
Historiquement, la commune est exposée à un climat océanique du nord-ouest.  
En 2020, Météo-France publie une typologie des climats de la France métropolitaine dans laquelle la commune est exposée à un climat océanique altéré et est dans la région climatique  Moyenne vallée de la Loire, caractérisée par une bonne insolation (1 850 h/an) et un été peu pluvieux.
Pour la période 1971-2000, la température annuelle moyenne est de 12 °C, avec une amplitude thermique annuelle de 14,8 °C. Le cumul annuel moyen de précipitations est de 654 mm, avec 10,7 jours de précipitations en janvier et 6,5 jours en juillet. Pour la période 1991-2020, la température moyenne annuelle observée sur la station météorologique la plus proche, située sur la commune de Loudun à 4,83 km à vol d'oiseau, est de 0,0 °C et le cumul annuel moyen de précipitations est de 0,0 mm,. Pour l'avenir, les paramètres climatiques de la commune estimés pour 2050 selon différents scénarios d’émission de gaz à effet de serre sont consultables sur un site dédié publié par Météo-France en novembre 2022.

### Communes limitrophes
| Glénouze         | Les Trois-Moutiers | Loudun   |
| Saint-Laon       | Mouterre-Silly     | Chalais  |
| Arçay Moncontour | Martaizé           | Angliers |

## Urbanisme

### Typologie
Au 1er janvier 2024, Mouterre-Silly est catégorisée commune rurale à habitat dispersé, selon la nouvelle grille communale de densité à sept niveaux définie par l'Insee en 2022.
Elle est située hors unité urbaine. Par ailleurs la commune fait partie de l'aire d'attraction de Loudun, dont elle est une commune de la couronne,. Cette aire, qui regroupe 25 communes, est catégorisée dans les aires de moins de 50 000 habitants,.

### Occupation des sols
L'occupation des sols de la commune, telle qu'elle ressort de la base de données européenne d’occupation biophysique des sols Corine Land Cover (CLC), est marquée par l'importance des territoires agricoles (94,3 % en 2018), une proportion identique à celle de 1990 (94,3 %). La répartition détaillée en 2018 est la suivante : 
terres arables (81,4 %), zones agricoles hétérogènes (11,5 %), forêts (5,5 %), prairies (1,4 %), zones urbanisées (0,2 %). L'évolution de l’occupation des sols de la commune et de ses infrastructures peut être observée sur les différentes représentations cartographiques du territoire : la carte de Cassini (XVIIIe siècle), la carte d'état-major (1820-1866) et les cartes ou photos aériennes de l'IGN pour la période actuelle (1950 à aujourd'hui).

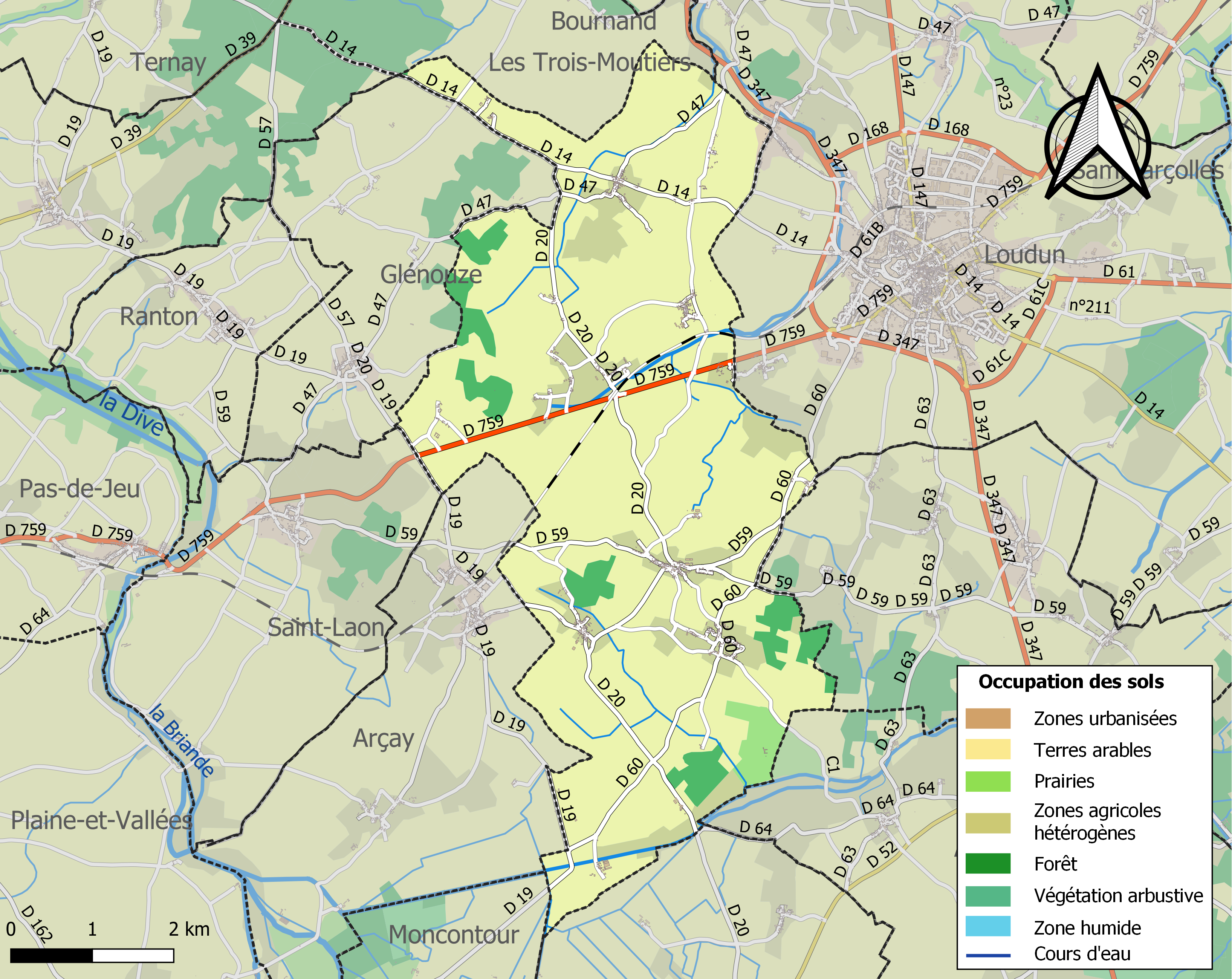
Carte des infrastructures et de l'occupation des sols de la commune en 2018 (CLC).

### Risques majeurs
Le territoire de la commune de Mouterre-Silly est vulnérable à différents aléas naturels : météorologiques (tempête, orage, neige, grand froid, canicule ou sécheresse), feux de forêts, mouvements de terrains et séisme (sismicité modérée). Il est également exposé à un risque technologique,  le transport de matières dangereuses. Un site publié par le BRGM permet d'évaluer simplement et rapidement les risques d'un bien localisé soit par son adresse soit par le numéro de sa parcelle.

#### Risques naturels
Mouterre-Silly est exposée au risque de feu de forêt. En 2014, le deuxième plan départemental de protection des forêts contre les incendies (PDPFCI) a été adopté pour la période 2015-2024. Les obligations légales de débroussaillement dans le département sont définies dans un arrêté préfectoral du 29 mai 2015,, celles relatives à l'emploi du feu et au brûlage des déchets verts le sont dans un arrêté permanent du 24 mai 2015,.

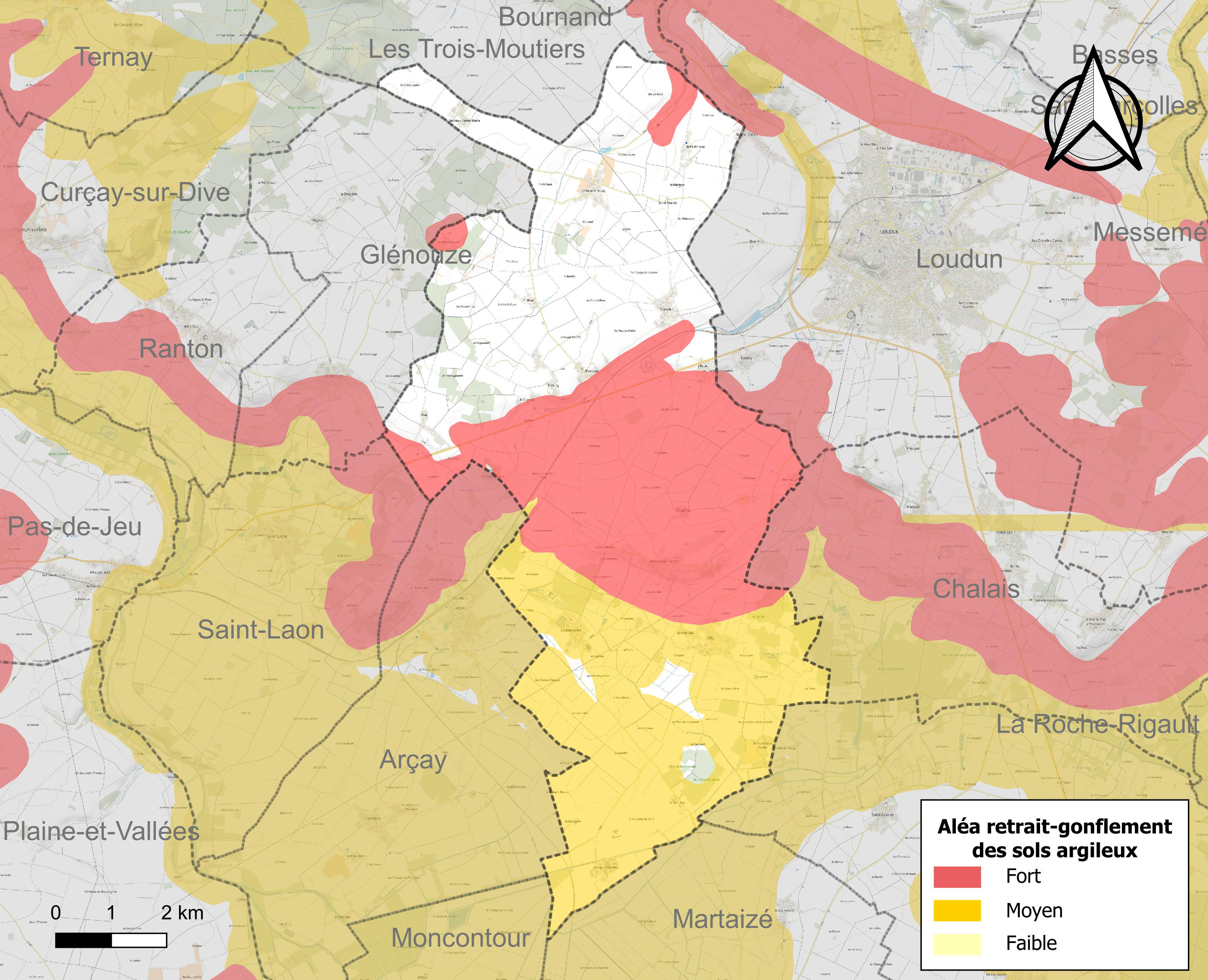
Carte des zones d'aléa retrait-gonflement des sols argileux de Mouterre-Silly.

Les mouvements de terrains susceptibles de se produire sur la commune sont des affaissements et effondrements liés aux cavités souterraines (hors mines) et des tassements différentiels. Afin de mieux appréhender le risque d’affaissement de terrain, un inventaire national permet de localiser les éventuelles cavités souterraines sur la commune. Le retrait-gonflement des sols argileux est susceptible d'engendrer des dommages importants aux bâtiments en cas d’alternance de périodes de sécheresse et de pluie. 61,6 % de la superficie communale est en aléa moyen ou fort (79,5 % au niveau départemental et 48,5 % au niveau national). Depuis le 1er octobre 2020, en application de la loi ÉLAN, différentes contraintes s'imposent aux vendeurs, maîtres d'ouvrages ou constructeurs de biens situés dans une zone classée en aléa moyen ou fort,.
La commune a été reconnue en état de catastrophe naturelle au titre des dommages causés par les inondations et coulées de boue survenues en 1982, 1999, 2008, 2010, 2013 et 2018, par la sécheresse en 1991, 1992 et 2003 et par des mouvements de terrain en 1999 et 2010.

## Toponymie
Le nom du village proviendrait du latin monasterium qui signifie monastère et du nom d'un citoyen romain : Silius
.

## Histoire
Saint Maximin, qui vécut au VIIIe siècle, serait à l’origine du village. On peut statuer que la vie y a été présente avant ce VIIIe siècle mais pas sous forme de village comme ce l'est devenu grâce à St Maximin. Les fouilles archéologiques de la rue Sous-la-Ville ont montré qu’une implantation humaine existait dès le Ier siècle av. J.-C.
Comme le reste de la France, Chasseignes accueille favorablement les avancées de la Révolution française. Ainsi, même le hameau de Ainsay plante ainsi son arbre de la liberté, symbole de la Révolution.
En 1845, la commune fusionne avec celle de Chasseignes.
En 1942, lors de la Seconde Guerre mondiale, le prêtre de Mouterre a été jeté dans un puits sur la place de l'église, la place porte le nom du prêtre et une stèle en son honneur.

## Politique et administration

### Liste des maires
| Période                                  | Période   | Identité         | Étiquette | Qualité |
| ---------------------------------------- | --------- | ---------------- | --------- | ------- |
| avant 1981                               | ?         | Marc Verdon      | PS        |         |
| mars 2001                                | mars 2008 | Robert Boulord   |           |         |
| mars 2008                                | mai 2020  | Jacques Varennes |           |         |
| mai 2020                                 | En cours  | Alain Adhumeau   |           |         |
| Les données manquantes sont à compléter. |           |                  |           |         |

### Instances judiciaires et administratives
La commune relève du tribunal d'instance de Poitiers, du tribunal de grande instance de Poitiers, de la cour d'appel  de Poitiers, du tribunal pour enfants de Poitiers, du conseil de prud'hommes de Poitiers, du tribunal de commerce de Poitiers, du tribunal administratif de Poitiers et de la cour administrative d'appel  de  Bordeaux,  du tribunal des pensions de Poitiers, du tribunal des affaires de la Sécurité sociale de la Vienne, de la cour d’assises de la Vienne.

## Démographie
L'évolution du nombre d'habitants est connue à travers les recensements de la population effectués dans la commune depuis 1793. Pour les communes de moins de 10 000 habitants, une enquête de recensement portant sur toute la population est réalisée tous les cinq ans, les populations de référence des années intermédiaires étant quant à elles estimées par interpolation ou extrapolation. Pour la commune, le premier recensement exhaustif entrant dans le cadre du nouveau dispositif a été réalisé en 2007.

En 2022, la commune comptait 621 habitants, en évolution de −6,9 % par rapport à 2016 (Vienne : +0,6 %, France hors Mayotte : +2,11 %).
| 1793 | 1800 | 1806 | 1821 | 1831 | 1836 | 1841 | 1846  | 1851 |
| ---- | ---- | ---- | ---- | ---- | ---- | ---- | ----- | ---- |
| 550  | 411  | 518  | 563  | 558  | 544  | 548  | 1 045 | 962  |

| 1856 | 1861 | 1866 | 1872 | 1876 | 1881 | 1886 | 1891 | 1896 |
| ---- | ---- | ---- | ---- | ---- | ---- | ---- | ---- | ---- |
| 906  | 922  | 924  | 857  | 884  | 873  | 867  | 898  | 978  |

| 1901 | 1906 | 1911 | 1921 | 1926 | 1931 | 1936 | 1946 | 1954 |
| ---- | ---- | ---- | ---- | ---- | ---- | ---- | ---- | ---- |
| 917  | 913  | 926  | 842  | 895  | 891  | 858  | 821  | 835  |

| 1962 | 1968 | 1975 | 1982 | 1990 | 1999 | 2006 | 2007 | 2012 |
| ---- | ---- | ---- | ---- | ---- | ---- | ---- | ---- | ---- |
| 836  | 766  | 749  | 675  | 710  | 678  | 708  | 712  | 690  |

| 2017 | 2022 | - | - | - | - | - | - | - |
| ---- | ---- | - | - | - | - | - | - | - |
| 663  | 621  | - | - | - | - | - | - | - |

En 2008, selon l’Insee, la densité de population de la commune était de 23 hab./km2 contre 61 hab./km2 pour le département, 68 hab./km2 pour la région Poitou-Charentes et 115 hab./km2 pour la France.

## Économie
Selon la direction Régionale de l'Alimentation, de l'Agriculture et de la Foret de Poitou-Charentes, il n'y a plus que 28 exploitations agricoles en 2010 contre 38 en 2000.
Les surfaces agricoles utilisées ont paradoxalement augmenté de 9 % et sont passées de 2 828 hectares en 2000 à 3 108 hectares en 2010.Ces chiffres indiquent une concentration des terres sur un nombre plus faible d’exploitations. Cette tendance est conforme à l’évolution  constatée sur tout le département de la Vienne puisque de 2000 à 2007, chaque exploitation a gagné en moyenne 20 hectares.
50 % des surfaces agricoles sont destinées à la culture des céréales (blé tendre essentiellement pour 61 % de la surface céréalière mais aussi orges et maïs), 22 % pour les oléagineux (colza et tournesol), 1 % pour les protéagineux et 12 % pour le fourrage. En 2000, 4 hectares (0 en 2010) étaient consacrés à la vigne.
Six exploitations en 2010 (contre dix en 2000) abritent un élevage de bovins (1 096 têtes en 2010 contre 960 en 2000). C’est un des troupeaux de bovins les plus importants de la Vienne qui rassemblent 48 000 têtes en 2011.
Cinq exploitations en 2010 (contre six en 2000) abritent un élevage en expansion de caprins (2339 têtes en 2010 contre 1283 têtes en 2000). C’est un des troupeaux importants de caprins du département de la Vienne (74 500 têtes en 2011) qui est le deuxième département pour l’élevage des chèvres derrière le département des Deux-Sèvres. La vocation laitière du troupeau est très forte. Moins de 2 % des élevages caprins sont non laitiers en 2000. La quasi-totalité de la production laitière, en constante augmentation (de 2000 à 2011 : + 44 %) est livrée à l’industrie agro-alimentaire soit 96 % des 485 000 hectolitres récoltés dans l’ensemble du département de la Vienne en 2004. La production de fromage à la ferme reste très marginale et ne représente que 1 % de la production de lait et 6 % des fermes. 75 % des élevages sont basés sur un système de production de type hors sol, la surface agricole étant destinée essentiellement dans ce cas, à la production de fourrage. 75 % de ces exploitations  n’élèvent que des chèvres. Le dynamisme de cet élevage, l’accent porté sur la qualité des produits a permis d’obtenir  les AOC «  Chabichou du Poitou » et « Sainte Maure de Touraine » pour les fromages produits.
L'élevage de volailles a disparu au cours de cette décennie (284 têtes réparties sur 17 fermes en 2000).

## Culture locale et patrimoine

### Lieux et monuments

#### Patrimoine religieux
- L'église romane Saint-Maximin (XIIIe siècle) inscrite comme monument historique depuis 1935[36]. C'est un édifice aux origines très anciennes. La vaste nécropole mérovingienne, qui l'entoure, est un témoignage certain de cette ancienneté. L'extérieur de l'église est de dimensions imposantes mais reste très sobre. La façade occidentale a été consolidée par d'énormes contreforts. Elle est percée par un portail en arc brisé à trois voussures. La grande baie du XVe siècle, qui surmontait le portail, a été murée, ne laissant plus passer le jour que par un oculus. Le clocher est accolé au Nord de la troisième travée. C'est une haute tour dépourvue de fenêtres et coiffée d'une modeste flèche en pierre. Le plan de l'église est simple puisque c'est un grand volume rectangulaire de quatre travées dont les deux dernières forment le chœur. Les voûtes sont divisées, en huit voûtains, par des ogives et des liernes. Les voûtes des deux premières travées, où des départs de nervures se remarquent encore, auraient été détruites, au cours des guerres de Religion. Elles sont couvertes, aujourd'hui, par un lambris et, de ce fait, sont plus basses que les deux travées orientales. Elles ne sont éclairées, que par une baie, au Nord de la deuxième travée. Le vitrail qui clôt cette baie a pour sujet la Sainte Famille, dont le culte est largement répandu depuis le milieu du XIXe siècle. Joseph est représenté en charpentier. Enfin, un triplet éclaire le chœur. Le haut des baies est en verre blanc, ce qui permet à la lumière d'éclairer, largement, tout le sanctuaire. Le Bon Pasteur, qui porte une brebis sur ses épaules, est figuré dans la baie centrale. La dernière travée reçoit encore la lumière par deux vitraux latéraux : au Nord, Marie écrase le dragon et au Sud, se trouve Saint Maximin. Ils sont dus à J. Fournier, de Tours et, datent de 1882.
- L'église romane Notre-Dame de Chasseignes (XIIIe et XIVe siècles). L'édifice a été classé au titre des monuments historique en 2014[37].
- La chapelle de Saint-Mandé.

#### Le patrimoine civil
- Le château de la Bâtie inscrit comme monument historique depuis 1969 pour son portail. Il existe une cavité sous motte[38].
- Le château de la Fuye inscrit comme monument historique en 1987 pour sa cheminée, son pavillon, sa tour, ses lucarnes, son élévation et son décor intérieur.

### Personnalités liées à la commune
- Saint Maximin de Trèves et son frère saint Jouin, vraisemblablement nés dans la commune au IVe siècle ;
- Jean-Charles Cornay

### Articles de Wikipédia
- Liste des communes de la Vienne
- Anciennes communes de la Vienne